# Emmi Pikler
Emmi Pikler (9 de gener de 1902 - 6 de juny de 1984) va ser una metgessa formada a Viena que es va establir com a pediatra a Budapest en els anys 1930.
La seva visió de l'infant -un ésser actiu, competent i amb iniciativa- la portà a convèncer les famílies de la importància del desenvolupament motriu autònom i d'una activitat autoinduïda i conduïda pel mateix infant. Atenta també a la dimensió relacional, mostrà com viure-la en els moments de cures, en un compartir íntim i profund entre la persona adulta i l'infant.
L'any 1946 es confià a Emmi Pikler la responsabilitat d'un orfenat a Budapest (avui dia Institut Pikler). En la mateixa línia del seu treball amb les famílies, cercà el mitjà d'oferir als infants acollits una experiència de vida que preservés el seu desenvolupament i evités les mancances dramàtiques que pot ocasionar l'absència d'un vincle significatiu amb la família.
En l'orfenat del carrer Lóczy va néixer així una manera d'encarregar-se dels infants original i innovadora. Sense buscar reproduir la relació maternal, Emmi Pikler i les seves col·laboradores van permetre als infants establir vincles càlids amb les seves cuidadores, gràcies a una atenció exclusiva oferida a cadascun durant les cures, a una coherència en la vida quotidiana, a una estabilitat dels adults i a les respostes finament adaptades a les necessitats individuals.
D'acord amb aquest mètode, es deposita una gran confiança en la capacitat de cada infant a desenvolupar-se d'acord amb la seva pròpia activitat, seguint els seus propis interessos. L'activitat autònoma és la regla, sostinguda per la relació establerta amb els adults. Gràcies a aquesta activitat i a aquesta sustentació, l'infant es percep com a competent, digne d'atenció i reconegut en la seva individualitat. En resum, elabora una confiança en si mateix que li permet créixer harmoniosament.
Nombroses recerques han estat i són encara dutes a terme per l'equip de Lóczy que s'han divulgat en publicacions i films. Emmi Pikler va dirigir fins a l'any 1979 l'Institut que porta ara el seu nom. Va morir l'any 1984. l'Institut Pikler continua acollint nens amb el mateix rigor, la mateixa preocupació en el seu benestar i la mateixa voluntat incansable d'oferir a cadascun el que necessita.